# Пітайо венесуельський
Пітайо венесуельський (Ochthoeca nigrita) — вид горобцеподібних птахів родини тиранових (Tyrannidae). Ендемік Венесуели. Раніше вважався конспецифічним з темноспинним пітайо.

## Поширення і екологія
Венесуельські пітайо мешкають в горах Кордильєра-де-Мерида на північному заході Венесуели. Вони живуть в підліску і на узліссях вологих гірських тропічних лісів. Зустрічаються на висоті від 1500 до 2900 м над рівнем моря.